# Chromis xanthochira
Chromis xanthochira là một loài cá biển thuộc chi Chromis trong họ Cá thia. Loài này được mô tả lần đầu tiên vào năm 1851.

## Từ nguyên
Từ định danh xanthochira được ghép bởi hai âm tiết trong tiếng Hy Lạp cổ đại: xanthós (ξανθός; "có màu vàng") và kheír (χείρ; "bàn tay"), hàm ý đề cập đến vùng màu vàng bao quanh gốc vây ngực của loài cá này.

## Phạm vi phân bố và môi trường sống
C. xanthochira được phân bố trải dài từ đảo Giáng Sinh, băng qua khu vực Đông Nam Á hải đảo đến các đảo quốc thuộc Micronesia và Melanesia, xa về phía nam đến hai bang Tây Úc và Queensland (Úc). C. xanthochira sống tập trung trên các rạn san hô viền bờ ở độ sâu khoảng từ 10 đến 48 m.

## Mô tả
C. xanthochira có chiều dài cơ thể lớn nhất được ghi nhận là 14 cm. Cơ thể có màu nâu ánh xanh lục lam, vảy được viền đen. Gốc vây ngực được bao quanh bởi một vùng màu vàng. Nắp mang có viền nâu sẫm ở rìa sau (tương tự ở xương trước nắp mang). Hai thùy đuôi được viền dải màu đen.
Số gai ở vây lưng: 13; Số tia vây ở vây lưng: 11; Số gai ở vây hậu môn: 2; Số tia vây ở vây hậu môn: 11–12; Số tia vây ở vây ngực: 19; Số gai ở vây bụng: 1; Số tia vây ở vây bụng: 5; Số vảy đường bên: 16–17; Số lược mang: 30–32.

## Sinh thái học
Thức ăn của C. xanthochira là động vật phù du, có thể sống đơn độc hoặc hợp thành đàn. Cá đực có tập tính bảo vệ và chăm sóc trứng; trứng có độ dính và bám vào nền tổ.